# Heinz Kahlow
Heinz Kahlow (* 5. Juli 1924 in Rostock; † 2. Dezember 2015 in Wustrow) war ein deutscher Schriftsteller, Drehbuchautor und Satiriker.

## Leben
Heinz Kahlow, Sohn eines Kapitäns, wurde in Rostock geboren, lebte zwei Jahre bei seinen Großeltern in Wustrow und zog 1926 mit der Familie nach Danzig. Nach dem Notabitur wurde er 1942 Soldat der Wehrmacht und geriet in Österreich in britische Kriegsgefangenschaft.
Nach der Rückkehr studierte Heinz Kahlow ab 1946 an der Hochschule für Musik und Theater Rostock, arbeitete in Putbus am dortigen Studio 48, war ab 1950 Hörspieldramaturg und -regisseur beim Berliner Rundfunk und 1954 Redakteur bei der Zeitschrift Eulenspiegel. Für diese sowie für Das Magazin schrieb er vorwiegend satirische Gedichte; ab 1957 war er freier Schriftsteller.
Er schrieb mit am Drehbuch zum Film Nicht schummeln, Liebling!. Zusammen mit seiner Ehefrau Ev Schwarz hielt er Vortrags- und Kabarettabende.
Heinz Kahlow lebte in Wustrow (Fischland), wo er im Alter von 91 Jahren verstarb.

## Werke  (Auswahl)
- 1957: Gelegenheit macht Liebe
- 1965: Der nautische Urlaub
- 1969: Und am Himmel tanzen Wolken Menuett
- 1976: Mir ist so, als ob wir uns kennen ...
- 1977: Das Dekameronical
- 2004: Das Dollarvermögen im Glockenturm
- 2010: Immer noch das letzte Wort. Gedichte und so

## Filmografie (Auswahl)
- 1958: Köpfchen muss man haben (Dokumentarfilm)
- 1962: Guten Tag, kleine Stadt (Dokumentarfilm, Konzept)[2]
- 1973: Nicht schummeln, Liebling!
- 1974–1975: ABC der Liebe (Fernsehserie, sechs Folgen)

## Auszeichnungen
- 1984: Eddi (Kabarettpreis)